# Wassili Wassiljewitsch Parin
Wassili Wassiljewitsch Parin (russisch Василий Васильевич Парин; * 5. Märzjul. / 18. März 1903greg. in Kasan; † 15. Juni 1971 in Moskau) war ein russischer Physiologe, Weltraummediziner und Hochschullehrer.

## Leben
Parin, Sohn des Chirurgen Wassili Nikolajewitsch Parin, besuchte die Dorfschule im Gouvernement Wjatka (1911–1913) und dann das Gymnasium in Kasan mit Abschluss 1920. Darauf studierte er an der medizinischen Fakultät der Universität Kasan bei Alexander Filippowitsch Samoilow (1920–1921) und an der medizinischen Fakultät der Universität Perm (1921–1925). 1927–1932 lehrte er an der Universität Perm. 1931–1933 leitete er als Professor den Lehrstuhl für Physiologie des Industriepädagogischen Instituts Perm und war Dekan der biologischen Fakultät. 1933–1941 war er Direktor des Medizinischen Instituts Swerdlowsk und Leiter des Lehrstuhls für Physiologie. 1939 wurde er Mitglied der KPdSU. Im Januar 1941 wurde er mit seiner Dissertation über den Einfluss der Lungengefäße auf den Blutkreislauf zum Doktor der medizinischen Wissenschaften promoviert. Darauf wurde er zum Professor und zum Direktor des 1. Moskauer Medizinischen Instituts ernannt mit Leitung des Lehrstuhls für normale Physiologie. Parins Untersuchungen führten zur Entdeckung des Parin-Schwiegk-Reflexes.
Im Deutsch-Sowjetischen Krieg floh Parin aufgrund eines Gerüchts über die schnelle Übergabe Moskaus an die Wehrmacht im Oktober 1941 mit seinen Stellvertretern und der Institutskasse in Panik aus der Stadt, so dass das Hospital mit etwa 200 Verwundeten, die Kliniken mit ihren Patienten, das Lehrpersonal und die Studenten ohne Führung zurückblieben. 1942–1945 war Parin Stellvertreter des Volkskommissars für Gesundheit der UdSSR Georgi Andrejewitsch Miterjow. 1944 gründete er mit anderen die Akademie der Medizinischen Wissenschaften der UdSSR (AMN), deren erster Sekretär er dann war.
1946 wurde Parin zu einem viermonatigen Studienaufenthalt in die USA abgeordnet. Bei seiner Rückkehr im Februar 1947 wurde er wegen Spionage zugunsten der USA verhaftet. Im April 1948 wurde er zu 25 Jahren Strafarbeitslagerhaft im Gulag verurteilt. Im Zentralgefängnis Wladimir verfasste er mit Daniil Leonidowitsch Andrejew und Lew Lwowitsch Rakow das satirische Lexikon Neuester Plutarch mit Pseudobiografien fiktiver Prominenter, das 1991 veröffentlicht wurde. Im Oktober 1953 wurde Parin freigelassen und im April 1955 vollständig rehabilitiert.
1960–1965 war Parin Direktor des Instituts für normale und pathologische Physiologie der AMN. 1963–1966 war er Vizepräsident der AMN. 1965–1968 war er Direktor des auf Initiative Sergei Pawlowitsch Koroljows und Mstislaw Wsewolodowitsch Keldyschs 1963 gegründeten Instituts für Medizinisch-Biologische Probleme (IMBP) der Akademie der Wissenschaften der UdSSR (AN-SSSR, seit 1991 Russische Akademie der Wissenschaften (RAN)) als Nachfolger Andrei Wladimirowitsch Lebedinskis. Das Institut war das Forschungszentrum für Flug- und Raumfahrtmedizin und wirkte bei den Sputnik-Projekten mit. 1966 wurde Parin Wirkliches Mitglied der AN-SSSR. 1969 wurde Parin Leiter des Laboratoriums für Funktionsstörungen der Organe von Menschen und Tieren, während sein Nachfolger am IMBP Oleg Georgijewitsch Gasenko wurde.
Parin war seit 1964 aktives Mitglied der International Academy of Astronautics. Er war Ehrenmitglied der Rumänischen Akademie, der tschechoslowakischen Purkyně-Gesellschaft, der Prager Karls-Universität und weiterer ausländischer Gesellschaften und Universitäten.
Parin war verheiratet mit Nina Dmitrijewna geborene Marko, Tochter des Chemikers Dmitri Miltiadowitsch Marko, und hatte drei Söhne. Nikolai Wassiljewitsch Parin war Ichthyologe, während Alexei Wassiljewitsch Parin Übersetzer und Kritiker war. Parins Bruder war der Chirurg Boris Wassiljewitsch Parin.
Parins Grab befindet sich auf dem Moskauer Nowodewitschi-Friedhof, wo später auch seine Frau und sein Sohn Wassili (1936–2001) begraben wurden.

## Ehrungen, Preise
- Leninorden
- Orden des Roten Banners der Arbeit (dreimal)